# Preah Wijía
Preah Wijía o Preah Vihear (en camboyano: ក្រុងព្រះវិហារ ) es la capital de la provincia de Preah Wijía en el norte de Camboya. Phnom Tbeng Meanchey es la montaña de unos 600 metros de altura ubicada a 5 km al suroeste de la ciudad de Tbeng Meanchey.